# Amatori Rugby Milano
L'Amatori Rugby Milano fu un club rugbistico italiano di Milano.
Fondato nel 1927, era tra le più antiche società di rugby, nonché la più titolata, d'Italia, avendo vinto 18 campionati nazionali e una Coppa Italia.
Inizialmente parte della società calcistica Ambrosiana, con il cui nome vinse il primo campionato italiano assoluto e dal quale si scisse quasi subito assumendo il nome attuale, conobbe il suo momento migliore nell'anteguerra, conquistando 13 dei 15 titoli in palio e dando vita a una rivalità con il Rugby Roma che caratterizzò buona parte degli anni trenta; vinse un quattordicesimo titolo nell'immediato dopoguerra e, dopo un lento declino e la retrocessione in serie B nel 1969, si ripropose a livello nazionale negli anni novanta, quando accoppiò per un breve periodo il suo nome a quello della polisportiva la cui capofila era l'Associazione Calcio Milan di Silvio Berlusconi e contese al Benetton la supremazia in campionato, aggiudicandosi quattro ulteriori scudetti, con i quali raggiunse il primato tuttora insuperato di 18 titoli vinti; dopo aver ceduto il titolo sportivo al Calvisano nel 1998, lo riacquisì nel 2002 a seguito di una rifondazione societaria; oscillante da allora tra serie A e B, nel 2011 militava in tale ultima categoria quando ne fu esclusa per decisione federale a causa della diserzione in tre incontri consecutivi.
Al 2020 l'Amatori Union Rugby Milano è l’erede più diretto del club sotto l’aspetto della continuità societaria: fu infatti fondato nel 2015 dalla fusione dell'Amatori Rugby Milano junior, istituito nel 2005 come costola giovanile del club seniores, poi distaccatosi e presente in serie C nel 2013-14, e del Rugby Union 96, giovane società del capoluogo lombardo con esperienza di serie B.
Nell'ultimo periodo della sua recente attività, tra gennaio 2010 e ottobre 2011, la squadra disputò le sue gare interne all'Arena Civica di Milano.

## Storia

### I trionfi iniziali
Il rugby a Milano era presente già dal primo anteguerra: l'Unione Sportiva Milanese, squadra di calcio, aveva allestito una formazione di rugby tra i cui animatori figurava Stefano Bellandi, figura atipica di sportivo che, a parte il suo mestiere di economo al teatro alla Scala, fu calciatore, rugbista, arbitro e giornalista; nel dopoguerra lo stesso Bellandi fu l'animatore del rinnovato movimento rugbistico a Milano e promotore della formazione della Federazione Italiana Rugby.

Una fase di un incontro tra Amatori e degli anni trenta

Il club nacque nel 1927 dalla fusione dello Sport Club Italia con la citata Unione Sportiva Milanese come sezione rugbistica dell'Ambrosiana; il calendario assegnò all'Ambrosiana l'incontro d'apertura del primo campionato contro il G.S. Michelin al velodromo Umberto I di Torino; le condizioni del tempo le impedirono di essere la prima squadra a scendere in campo in un incontro ufficiale di rugby in Italia, anche se le diedero la singolarità statistica di essere protagonista del primo incontro rinviato del campionato italiano.
Tale torneo vide la finale tra Ambrosiana e S.S. Lazio, e la squadra milanese si impose 3-0 nell'incontro di spareggio a Bologna, dopo che ciascuna ebbe vinto la propria gara interna (5-0 per la Lazio a Roma, 10-3 per l'Ambrosiana nel ritorno a Milano).

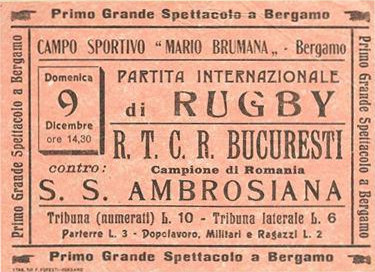
Annuncio dell'incontro a Bergamo tra Ambrosiana e Tennis Club Român, campione di Romania, 9 dicembre 1928

Alla fine del torneo l'Ambrosiana estromise la squadra di rugby, che così si riorganizzò in proprio al Dopolavoro Pirelli e prese il nome di Amatori Rugby Milano; nei tornei a seguire si ripropose il duello tra Milano e la Capitale, quest'ultima nel 1929-30 rappresentata dall'A.S. Roma (vittoria dell'Amatori per due punti di vantaggio nel girone unico) e dal 1930-31 dalla Rugby Roma (battuta nella doppia finale con un 18-8 complessivo, 3-0 e 15-8).
Al termine del campionato 1932-33, vinto sul Bologna, l'Amatori affrontò una grave scissione: guidati da Stefano Bellandi, un gruppo di giocatori — tra cui il capitano Piero Paselli, Barzaghi, Aymonod e Tagliabue — si accasarono il 15 ottobre 1933 presso la sede milanese dell'Associazione nazionale bersaglieri e crearono il gruppo sportivo omonimo, con campo di gioco allo stadio Giuriati; nonostante la perdita di diversi elementi di spicco l'Amatori si aggiudicò il suo sesto titolo consecutivo nel 1934; tra il 1935 e il 1938, sotto la guida del francese Julien Saby, si alternò due volte con Roma alla testa della classifica finale del campionato e, dopo la sostanziale messa in disarmo di quest'ultima con il ritorno nel club calcistico giallorosso, rimase da sola a dominare il torneo, che la vide conquistare la Stella nel 1940 e rimanere padrona incontrastata fino a tutto l'anteguerra (alla fine furono 13 i tornei conquistati nelle 15 edizioni prebelliche).
Alla ripresa delle competizioni nel 1945-46 l'Amatori si trovò di nuovo in finale contro la ricostituita Rugby Roma e conquistò il suo quattordicesimo scudetto, ma oramai la generazione di giocatori che ne aveva sancito la supremazia era in declino oppure morta in guerra (come Giacomo Campagna e Arturo Re Garbagnati, 12 volte Nazionale tra il 1936 e il 1942), e il testimone passò per un breve tempo nelle mani della stessa Roma (due scudetti) e poi del Veneto.

### Il declino e le serie inferiori
Nel quindicennio che seguì il club riuscì a permanere in pianta più o meno stabile nelle zone alte della classifica di serie A (miglior risultato, il secondo posto nel 1949-50); dopo tre terzi posti tra il 1956 e il 1962 la squadra iniziò un declino che la portò a lottare per la salvezza (nono posto nel 1963 e nel 1965, decimo nel 1966) e, nel 1968, la vide piazzarsi all'ultimo posto in classifica e retrocedere in serie B.

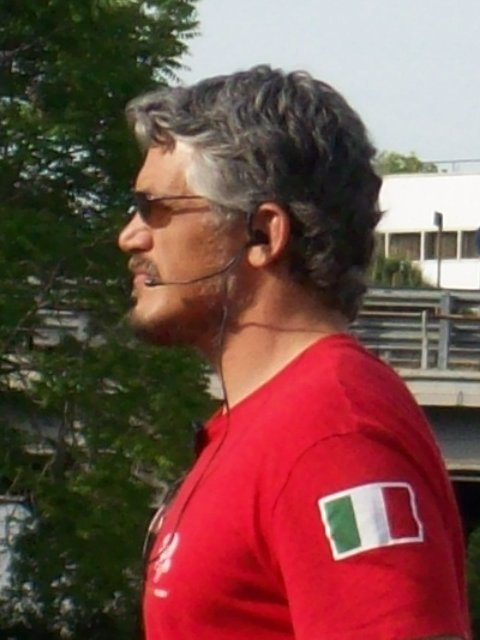
Franco "Kino" Properzi, pilone e bandiera dell’Amatori dal 1983 al 1998

Il 1972 fu addirittura l’anno della retrocessione in serie C, che coincise con una grave crisi finanziaria del club e una pesante controversia politica che ebbe ripercussioni anche a livello nazionale: in cerca di capitali per sopravvivere, il suo presidente Mario Campagna si accordò con i dirigenti di Fiamma, il gruppo sportivo di ispirazione neofascista del Movimento Sociale Italiano, per fare entrare l’Amatori in tale consesso; per scongiurare tale eventualità alcuni giocatori contattarono i dirigenti del Canottieri Olona che si dichiararono disponibili a rilevare il club e ad abbinarvi il proprio nome; ciò comportava anche una serie di rimozioni di dirigenti che avevano provocato la discesa della squadra in terza divisione; quando fu chiaro che Campagna non aveva interesse all’offerta dei Canottieri ed era intenzionato all’abbinamento con Fiamma, otto giocatori lasciarono il club denunciando il salto di qualità dell’infiltrazione neofascista, per la prima volta nella stanza dei bottoni di un club di lunga tradizione sportiva; la vicenda ebbe una vasta eco e fu ripresa anche dalla stampa nazionale che colse l’occasione per gettare luce sul fenomeno dello sport usato dall’estrema destra come veicolo di consenso politico.
La permanenza in C durò una sola stagione, ma dopo quattro anni di B il club tornò di nuovo in terza serie per analogo periodo.
Nel 1981, sotto la guida di Marco Bollesan, che aveva chiuso la carriera di giocatore proprio quell'anno nel club milanese, la squadra iniziò la risalita verso la massima categoria, che completò alla fine del torneo 1984-85; dopo un paio di campionati d'assestamento, in cui la squadra riuscì a guadagnare un'agevole salvezza, nel 1987-88, primo torneo con i play-off, si classificò quinta e accedette ai quarti di finale, tuttavia venendo subito eliminata dal Petrarca.

### L'ingresso nella Polisportiva Milan e il decennio di Berlusconi
Nel 1988 l'Amatori rientrò nel progetto, voluto da Silvio Berlusconi, di creare un polo sportivo unico a Milano, la Polisportiva Milan, la cui capofila fosse l'omonima squadra di calcio e che comprendesse diverse discipline (per esempio la pallavolo con il Gonzaga o l'hockey su ghiaccio con i Devils); inizialmente la squadra mantenne il nome originario e assunse la sponsorizzazione del gruppo bancario-assicurativo Mediolanum e, con tale denominazione, giunse fino alle semifinali di campionato nel 1989 e nel 1990 sotto la guida di Guy Pardiès.

L’Amatori Mediolanum campione d’Italia 1990-91

Già composta da elementi come Franco Properzi, i fratelli Marcello e Massimo Cuttitta, Roberto Crotti, Pierpaolo Pedroni e Giambattista Croci, tutti già in Nazionale o prossimi a esservi convocati, e il fuoriclasse australiano David Campese, la rosa fu quindi integrata dall'italo-argentino Diego Domínguez, da Massimo Bonomi, Alessandro Ghini e Massimo Giovanelli, anch'essi nell'orbita della Nazionale; il campionato 1990-91 vide l'Amatori Mediolanum imporsi nella finale-scudetto per 37-18 sul Benetton al Tardini di Parma e vincere il suo quindicesimo scudetto, a 45 anni di distanza dal più recente.
Fino al 1996 furono quattro i titoli vinti, tutti contro il Benetton in finale: nel 1993 con un 41-15 al termine di un incontro molto nervoso e sempre al limite della rissa, nel 1995, al termine di una finale senza mete, vinta 27-15 e caratterizzata solo da calci piazzati (8 di Diego Domínguez) e drop (uno di Massimo Bonomi) e nel 1996 in rimonta 23-17, dopo aver chiuso il primo tempo per 9-17 e in svantaggio di un uomo a causa dell'espulsione di Franco Properzi.

Gli italo-argentini Diego Domínguez e Federico Williams, rispettivamente 4 e 3 scudetti con il club, in azione con la maglia rossonera adottata all'epoca del Milan Rugby

Fin dal 1993 la squadra aveva assunto sia il nome che i colori dell'Associazione Calcio Milan: alla tradizionale tenuta bianca e nera era stata sostituita quella, uguale per tutta la polisportiva, rossa e nera. La finale del campionato 1993-94 fu l'unica che il Milan non disputò contro il Benetton, ma contro la sfavorita L’Aquila che, tuttavia, nella gara scudetto disputatasi a Padova, si impose 23-15; la seconda finale persa, quella del 1996-97, fu quella che di fatto pose fine al decennio di Silvio Berlusconi: a Verona il Benetton vinse 34-29.
Già orfana di David Campese, che aveva lasciato il club nel 1995 per tornare in Australia, il Milan perse anche Domínguez, trasferitosi nel giugno 1997 allo Stade français dopo 2966 punti marcati nel campionato italiano e il primato in classifica marcatori di sette edizioni consecutive del torneo; ciononostante la squadra colse la sua unica vittoria di sempre in Heineken Cup nella fase a gironi della stagione 1997-98, al Giuriati contro il Leinster, per 33-32 (con 5 mete, una ciascuna da Vaccari, Gómez, Marcello Cuttitta, Platania e il neozelandese Turner).
Tuttavia il club, trascurato dalla proprietà che non lo riteneva più un veicolo di promozione, non si qualificò per i play-off del 1997-98, e a fine stagione la squadra — dopo il previsto smantellamento della polisportiva rossonera già iniziato a partire dal 1994 e che aveva risparmiato fino a quel momento, oltre al calcio, solo il rugby — benché non retrocessa, si trovò totalmente sprovvista dei mezzi economici per continuare a disputare il campionato e cedette giocatori e titolo sportivo al Calvisano; più tardi la polisportiva fu anche oggetto di indagine da parte della magistratura, per via di alcuni compensi non dichiarati al fisco nel periodo in cui il rugby era ancora formalmente dilettantistico.

### La scomparsa del club e il ritorno
Dal 1998, di conseguenza, il club esistette solo nella denominazione sociale del Rugby Calvisano, che aveva adottato la nuova ragione sociale di Amatori & Calvisano e in tale veste disputò i successivi campionati di serie A1; nel 2002 un gruppo di ex giocatori dell'Amatori, guidati dall'ex capitano Massimo Giovanelli e Marcello Cuttitta, quest'ultimo in veste di tecnico, ricostituì la società e si iscrisse, sotto le insegne dell'Iride Cologno, al campionato nazionale di serie C, riacquisendo il titolo sportivo che il Calvisano restituì, rispettando l'accordo stipulato quattro anni prima; nel 2003, sempre in serie C, la squadra riprese anche il nome di Amatori Rugby Milano; alla fine della stagione 2003-04 giunse la promozione in serie B e, dopo tre stagioni, l'Amatori giunse alla finale dei playoff promozione di serie A, tuttavia venendo sconfitta da Noceto, mentre l'anno successivo, sempre all’ultimo atto, mancò la promozione contro il San Gregorio.

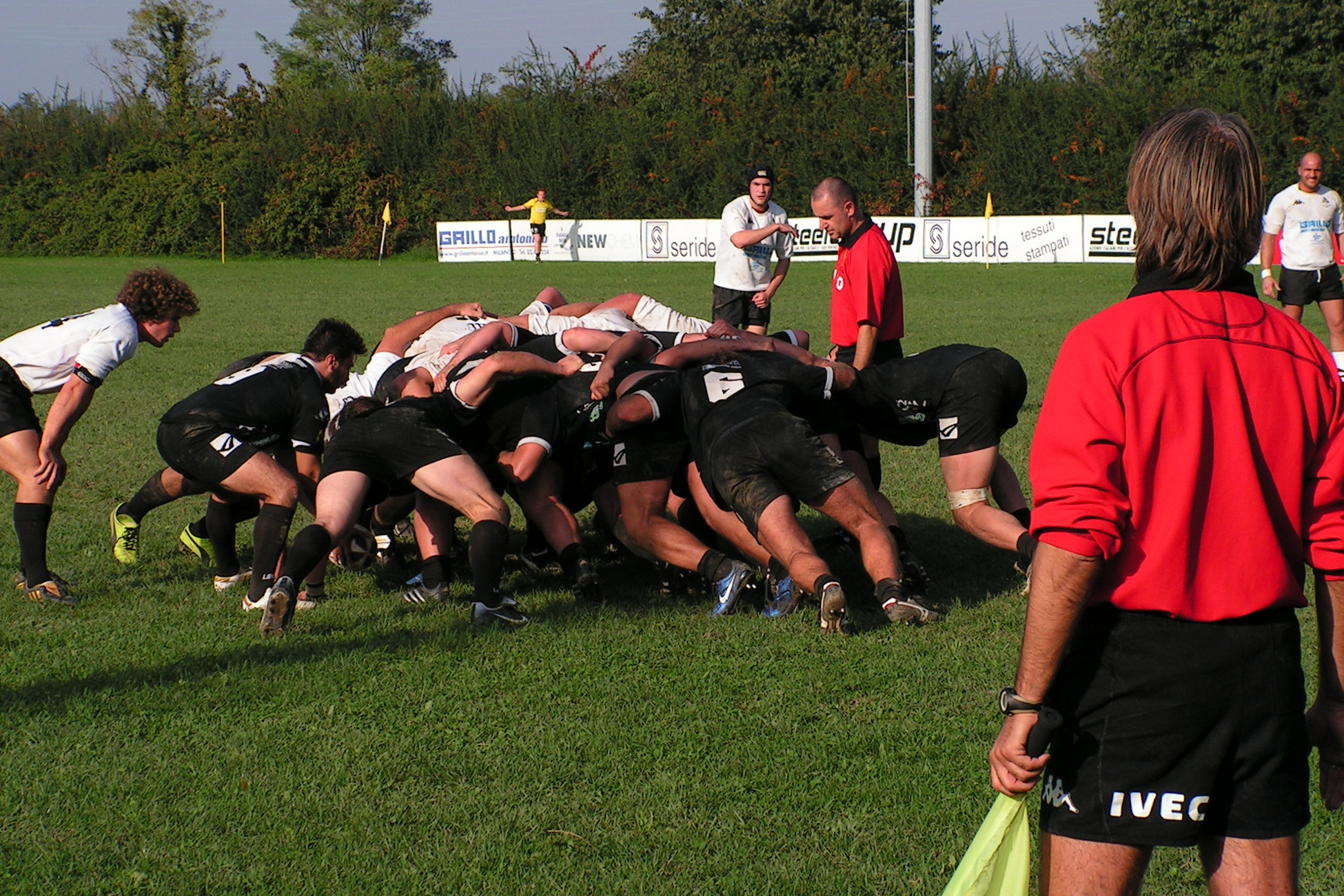
Una fase dell’incontro di serie A1 2010-11 contro l'

Nell’estate 2008 la Leonessa, formazione nata dall’unione di Brescia e Rovato, si fuse con l’Amatori dando vita alla nuova società Amatori Rugby Milano 2008 il cui titolo sportivo era in serie A1; il 17 gennaio 2010 la squadra abbandonò il vecchio campo comunale “Giuriati” per disputare le gare interne all'Arena Civica, storico impianto di atletica leggera che in passato ospitò incontri delle Nazionali sia di calcio che di rugby.
Dopo aver chiuso il campionato di serie A1 2009-10 al 7º posto, l'Amatori incorse in una crisi societaria che lo portò, la stagione successiva, all'ultimo posto e alla retrocessione, al termine degli spareggi, in serie B 2011-12.
Il 12 ottobre 2011, dopo due incontri di campionato disertati per mancanza di giocatori, la società fu rilevata da un nuovo proprietario, l'industriale aquilano Carlo Navarra ma stante l'impossibilità, per la terza volta di seguito, di schierare quindici uomini in campo, la FIR decise l'esclusione della squadra dal campionato.
L'Amatori partiva da una penalizzazione di 12 punti in classifica per non avere schierato le squadre Under-14 e Under-16 nei rispettivi campionati di categoria.

## Cronologia
| Cronistoria dell’Amatori Rugby Milano |
| --- |
| - 1927 · S.C. Italia e U.S. Milanese si uniscono a creare la sezione di rugby a 15 dell’Ambrosiana - 1928-29 · 1º Divisione Nazionale Campione d’Italia (1º titolo) - 1929 · La sezione rugbistica viene estromessa dall’Ambrosiana e la società diventa autonoma con il nome di Amatori Rugby Milano - 1929-30 · 1º Divisione Nazionale Campione d’Italia (2º titolo) - 1930 · Trasformazione in Amatori Rugby Milano - 1930-31 · 1º Divisione Nazionale Campione d’Italia (3º titolo) - 1931-32 · 1º Divisione Nazionale Campione d’Italia (4º titolo) - 1932-33 · 1º Divisione Nazionale Campione d’Italia (5º titolo) - 1933 · 15 ottobre, 7 giocatori si scindono dall'Amatori per fondare insieme ad altri rugbisti il Gruppo Sportivo Esercito - 1933-34 · 1º Divisione Nazionale Campione d’Italia (6º titolo) - 1934-35 · 3º Divisione Nazionale - 1935-36 · 1º Divisione Nazionale Campione d’Italia (7º titolo) - 1936-37 · 2º Divisione Nazionale - 1937-38 · 1º Divisione Nazionale Campione d’Italia (8º titolo) - 1938-39 · 1º Divisione Nazionale Campione d’Italia (9º titolo) - 1939-40 · 1º Divisione Nazionale Campione d’Italia (10º titolo) - 1940-41 · 1º Divisione Nazionale Campione d’Italia (11º titolo) - 1941-42 · 1º Divisione Nazionale Campione d’Italia (12º titolo) - 1942-43 · 1º Divisione Nazionale Campione d’Italia (13º titolo) - 1945-46 · 1º girone A Coppa Alta Italia Vincitore Coppa Alta Italia Campione d’Italia (14º titolo) - 1946-47 · 3º girone A serie A - 1947-48 · 3º serie A - 1948-49 · 4º serie A - 1949-50 · 2º serie A - 1950-51 · 3º serie A - 1951-52 · 6º serie A - 1952-53 · 7º serie A - 1953-54 · 8º serie A - 1954-55 · 6º serie A - 1955-56 · 9º serie A - 1956-57 · 3º girone C serie A - 1957-58 · 4º girone semifinale A serie A - 1958-59 · 1º girone A Serie A (eliminata in semifinale) - 1959-60 · 6º girone finale serie A - 1960-61 · 3º girone finale Eccellenza - 1961-62 · 3º Eccellenza - 1962-63 · 9º Eccellenza - 1963-64 · 4º Eccellenza - 1964-65 · 9º Eccellenza - 1965-66 · 10º serie A - 1966-67 · 8º serie A - 1967-68 · 12º serie A retrocessione in serie B - 1968-69 · Serie B - 1969-70 · Serie B - 1970-71 · Serie B - 1971-72 · Serie B retrocessione in serie C - 1972-73 · Serie C promozione in serie B - 1973-74 · Serie B - 1974-75 · Serie B - 1975-76 · Serie B retrocessione in serie C - 1976-77 · Serie C - 1977-78 · Serie C - 1978-79 · Serie C - 1979-80 · Serie C promozione in serie B - 1980-81 · Serie B - 1981-82 · Serie B - 1982-83 · Serie B - 1983-84 · Serie B promozione in serie A - 1984-85 · 3º poule salvezza serie A - 1985-86 · 8º serie A - 1986-87 · 7º serie A1 - 1987-88 · 5º serie A1 (sconf. quarti di finale playoff) - 1988-89 · 2º serie A1 (sconf. semifinali playoff) - 1989-90 · 3º serie A1 (sconf. semifinali playoff) - 1990-91 · 1º serie A1 Campione d’Italia (15º titolo) - 1991-92 · 1º serie A1 (eliminata in semifinale) - 1992-93 · 1º serie A1 Campione d’Italia (16º titolo) - 1993 · Il club assume la denominazione di Milan Rugby dopo essere entrato a pieno titolo nella Polisportiva Milan - 1993-94 · 1º serie A1 (sconf. finale scudetto) - 1994-95 · 1º serie A1 Campione d’Italia (17º titolo) Coppa Italia (1º titolo) - 1995-96 · 2º serie A1 Campione d’Italia (18º titolo) 1º turno di Heineken Cup - 1996-97 · 1º serie A1 (sconf. finale scudetto) 1º turno di Heineken Cup - 1997-98 · 5º poule scudetto serie A1 1º turno di Heineken Cup - 1998 · Cessione del titolo sportivo e della squadra seniores al Rugby Calvisano - 2002 · 10 luglio, ricostituzione dell’Amatori Rugby Milano Srl e riacquisizione del titolo sportivo. - 2002-03 · Attività giovanile - 2003-04 · Serie C promozione in serie B - 2004-05 · 3º girone A serie B - 2005-06 · 3º girone A serie B - 2006-07 · Serie B (sconf. finale play-off promozione) - 2007-08 · Serie B (sconf. finale play-off promozione) - 2008 · Fusione con il Leonessa e costituzione dell'Amatori Rugby Milano 2008 - 2008-09 · 9º Serie A1 - 2009-10 · 7ª serie A1 - 2010-11 · 12ª Serie A1 retrocessione in serie B - 2011-12 · Serie B Esclusione dal campionato per tre rinunce consecutive |

## Colori e simboli
La tenuta di gioco originale dell'Ambrosiana, quella con la quale prese parte al primo campionato, consisteva in una maglia bianca con una croce rossa, pantaloncini e calzettoni neri.
Dopo l'uscita dall'Ambrosiana, l'Amatori assunse il bianco e nero (ripresi da quelli dell'Unione Sportiva Milanese da cui la squadra trae origine) come colori sociali, ma scomparve dalla maglia la croce, che per un periodo, negli anni trenta, rimase come stemma a simboleggiare la città di Milano.
Nel dopoguerra la squadra si diede come stemma il simbolo attuale, una “A” la cui cravatta è un pallone da rugby; la metà sinistra della lettera è bianca, quella destra è nera; lo stemma comparve sulle maglie della squadra insieme alla stella d'oro al Merito Sportivo per i 10 titoli nazionali vinti.
Nel periodo di comunanza societaria con l'A.C. Milan la squadra, oltre ad assumere il nome dell'omonimo club calcistico, ne assunse anche i colori sociali e il simbolo; dopo la fusione con il Calvisano e la successiva ricostituzione, l'Amatori tornò alla classica tenuta con maglia bianca con il simbolo sulla sinistra, pantaloncini e calzettoni neri; la tenuta alternativa è invece completamente nera.

## Stadi

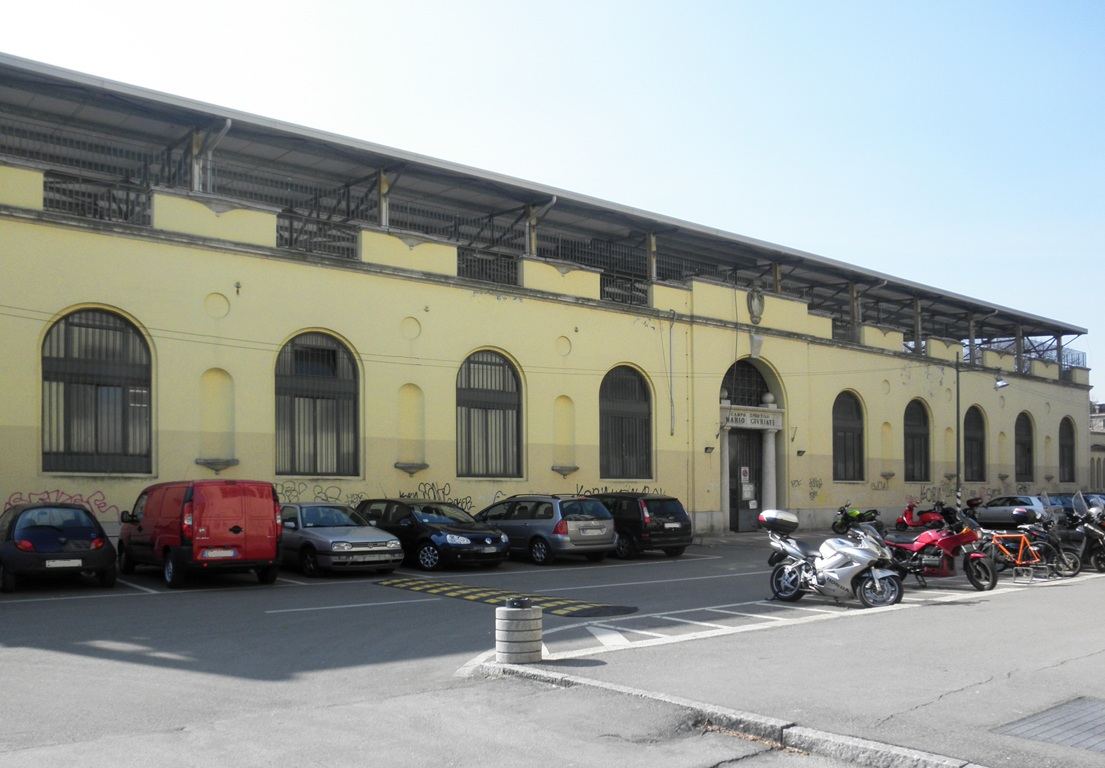
Il "Giuriati", terreno dell'Amatori fino al 2010

La sede storica dell'Amatori Milano fino a tutto il 2009 fu il centro sportivo “Mario Giuriati”; tale impianto, costruito nel 1929 e ristrutturato nel 1995 si trova in via Carlo Pascal, in zona Città Studi; dotato di una tribuna coperta di 1 000 posti ospita gare di atletica leggera e calcio a 5 oltre, ovviamente, al rugby.
Al “Giuriati” disputano le gare interne anche il Rugby Milano e il Grande Milano, quest'ultima fondata sulla fusione di CUS Milano e Chicken Club; l'impianto è concesso in uso al Politecnico per le attività sportive universitarie.
Il 17 gennaio 2010 l'Amatori assunse l'Arena Civica quale impianto interno; l'Arena, già Anfiteatro Napoleonico, fu edificata su un progetto di Luigi Canonica nei primi anni del XIX secolo e divenne di proprietà comunale nel 1870.
L'Arena ospitò sia il primo incontro della Nazionale italiana di calcio nel 1910 contro la Francia, che la prima apparizione interna di quella di rugby, nel 1930 contro la Spagna; dal 1958 non ospita più incontri calcistici di alto livello (l'ultimo fu dell'Inter in una competizione europea).
Capace di 10 000 posti, è dotata di pista di atletica e ha ospitato anche incontri di calcio femminile e football americano, oltre che eventi musicali.
Monumento nazionale, è tutelato dalla Soprintendenza milanese ai Beni Architettonici e Paesaggistici.

## Giocatori di rilievo

Mauro Tommasi e Marcello Cuttitta festeggiano lo scudetto 1990-91

- David Campese
- Brian Ashton
- Stefano Barba
- Mario Battaglini
- Franco Berni
- Marco Bollesan
- Massimo Bonomi
- Filippo Caccia Dominioni
- Clemente Caccianiga
- Giambattista Croci
- Marcello Cuttitta
- Massimo Cuttitta
- Diego Domínguez

- Tim Gavin
- Cesare Ghezzi
- Alessandro Ghini
- Massimo Giovanelli
- Fabio Gómez
- Gustavo Milano
- Carlo Orlandi
- Pierpaolo Pedroni
- Marco Platania
- Franco Properzi
- Arturo Re Garbagnati
- Antonio Spagnoli
- Paolo Vaccari
- Federico Williams

## Palmarès
- Campionati italiani: 18
1928-29, 1929-30, 1930-31, 1931-32, 1932-33, 1933-34, 1935-36, 1937-38, 1938-39, 1939-40 
1940-41, 1941-42, 1942-43, 1945-46, 1990-91, 1992-93, 1994-95, 1995-96.
- Coppe Italia: 1
1994-95